# Mario Brelich
Mario Brelich (Budapest, 1910 – Nepi, 1982) è stato un giornalista, scrittore e traduttore italiano, di origine ungherese.

## Biografia
Mario Brelich è nato a Budapest nel 1910 da padre italiano e madre ungherese, fratello dello storico delle religioni Angelo Brelich. È stato traduttore dall'italiano all'ungherese (tradusse ad esempio il teatro di Pirandello) e viceversa (sua la traduzione per Giunti de I ragazzi della via Pál di Molnár) e giornalista tra l'Ungheria e l'Italia negli anni trenta. Nel 1946 si è stabilito a Roma insieme alla moglie, il soprano ungherese Magda Làszlo.
Ha pubblicato tre saggi romanzati (edizioni Adelphi) di argomento biblico, nei quali la sua curiosità si è rivolta ad importanti episodi del Vecchio e del Nuovo Testamento, riletti e, soprattutto, riscritti alla luce di un'analisi critica non priva di ironia e provocazione. Una sua opera, Giuditta, è stata pubblicata postuma, sempre presso la casa editrice Adelphi, nel 2008. 

Mario Brelich negli anni '70

## Opere
- Colui che camminava col Signore, racconto pubblicato sulla rivista "Montaggio", Roma, n. 3, 4, 5 (1953-55), successivamente rielaborato ne Il navigatore del diluvio.
- Il sacro amplesso, Adelphi, Milano, 1972.
- L'opera del tradimento, Adelphi, Milano, 1975.
- Il navigatore del diluvio, Adelphi, Milano, 1979.
- Giuditta, Adelphi, Milano, 2008.